# Bravium Cultural
Bravium Artístic i Cultural és el nom d'un grup de teatre de la ciutat de Reus, conegut simplement com a Bravium teatre. Disposa d'un teatre al carrer de la Presó, on fan les seves representacions tancades, però participen activament a les festes de la ciutat com el Carnaval i la cavalcada de Reis, Mercat al Mercadal, Carro dels Romanços, etc.
El Bravium Teatre va néixer l'any 1951, quan una quarantena de persones procedents de la secció teatral del Centre Catòlic van separar-se de l'entitat i varen crear un grup propi de teatre. Inicialment s'anomenaren "Elenco Teatral Bravium del Teatro de Acción Católica".
El 1990 va ser elegit president Jaume Amenós, que dinamitzà l'entitat. Amenós va morir el 5 de desembre de 2014. Actualment (2014) té 290 socis i col·laboradors. El 20 de febrer de 2015, va ser escollida nova Junta directiva amb Ferran Figuerola al capdavant com a nou President. Aquesta nova Junta està formada per 9 càrrecs diferents més 10 Comissions de Treball per al bon funcionament de l'Entitat. El darrers anys es van crear diversos col·lectius al voltant del Bravium, com poden ser l'orquestra Símfim, la Cobla Reus Jove, el Circ de les Musaranyes, La Sonora de Sota els Ànecs o l'Associació de Mags i Il·lusionistes de Catalunya (AMIC).
El mes de març del 2021, l'Arquebisbat de Tarragona propietari de l'edifici, argumentant que el casal del Centre Catòlic, on el Bravium hi està ubicat, tenia defectes d'estructura i s'havia de restaurar, van demanar a la direcció del Teatre que desallotgessin immediatament l'espai que ocupaven. Després de diverses discussions, el teatre Bravium va marxar de la seva ubicació amb la promesa de l'església de que quan el local estigués restaurat, podrien tornar a instal·lar-s'hi.